# Suraya Pakzad
Suraya Pakzad dirigeix l'associació de dones afganeses Voice of Women Organization (VWO), que ofereix protecció i assistència legal a dones víctimes de violència extrema a l'Afganistan. Fundada l'any 1998, VWO té diverses cases d'acollida per a dones maltractades a l'oest de l'Afganistan i és una de les poques associacions que lluita activament contra els matrimonis infantils de nenes, la compravenda de dones i els abusos sexuals. També ofereix assistència a dones que s'han intentat suïcidar cremant-se vives. Pakzad ha estat guardonada amb múltiples premis: l'any 2008 va rebre el premi Women of Courage i l'any 2009 la revista Time la va considerar una de les cent persones més influents del món.